# عواطف رشید
دکتر عواطف رشید (عربی: عواطف ترکی رشید؛ متولد ۱۹۵۶ در بصره، عراق) نویسنده عراقی-کانادایی، فعال سکولار حقوق زنان و نخستین زن عراقی برنده جایزه فمی است.او در سال ۲۰۱۰ موفق به دریافت جایزه ابتکار زنان عراق از شبکه زنان عراق شد. رشید در حال حاضر به عنوان مشاور منطقهای برای صندوق اقدام فوری برای حقوق زنان در ایالات متحده فعالیت دارد.بین سالهای ۲۰۰۹ تا ۲۰۱۲ عضو هیئت مدیره مؤسسه تحقیقاتی کانادایی برای پیشرفت زنان (CRIAW) بود و پیشتر نیز در کمیته راهبری فمینیستها برای سیاست عمومی عادلانه (FemJEPP) خدمت کرده است.او همچنین عضو فدراسیون زنان دانشگاهی کانادا بودهو به عنوان نماینده انجمن العمال عراق فعالیت داشته است.
عواطف رشید در دوران فعالیتش به عنوان مدیر پژوهشی مرکز بین‌المللی تحلیل استراتژیک در دبیِ امارات متحده عربی، پژوهش‌های سیاسی و اجتماعی-اقتصادی در حوزه‌های مختلف جهانی را انجام داد.
عواطف به دو زبان عربی و انگلیسی می‌نویسد و منتشر می‌کند. نام وبلاگ او به زبان عربی است: زنان عراق.این نام خطاب به مخاطبان عربی است و هدف آن بحث درمورد مسائل جنسیتی، زندگی و حقوق زنان (به صورت ویژه درمورد زنان و مردان عراقی) است. او معتقد است که برتری مردان نسبت به زنان در عراق و سایر کشورهای مستقل به دلیل این است که جایگاه مردان توسط قدرت‌های سیاسی، اجتماعی، مذهبی و اقتصادی تقویت می‌شود.
عواطف رشید در طول زندگی بزرگسالی خود با هنجارهای سرکوبگر جوامع مردسالار خاورمیانه تحت حکومت دیکتاتوری صدام حسین مبارزه کرده و پیامدهای تصمیمش برای رهایی از این شرایط دشوار را پذیرفته است. پس از ترک عراق و مهاجرت به کانادا، او تجربیات شخصی خود را با تحصیلات آکادمیک و فعالیت‌های حرفه‌ای ترکیب کرده تا برای احقاق حقوق زنان در عراق و سایر نقاط جهان تلاش کند. رشید در دانشگاه‌های آکادیا و مونت سنت وینسنت تحصیل کرد و در سال ۲۰۰۸ موفق به اخذ مدرک کارشناسی ارشد هنر در رشته مطالعات زنان از دانشگاه سنت مری شد. عنوان پایان‌نامه کارشناسی ارشد او (زنان عراقی: مکانیسم‌های انقیاد، تبعیت و تحقیر) بود.
عواطف رشید همچنین با کمپین بین‌المللی علیه دادگاه‌های شریعت در کانادا همکاری داشتهو با سازمانی بین‌المللی مستقر در بریتانیا که به حمایت از زنان تحت قوانین اسلامی می‌پردازد، مرتبط است.
عواطف رشید از سال ۲۰۰۷ تا ۲۰۱۰ به عنوان رابط روابط دیپلماتیک برای شورای نابینایان کانادا - دفتر ملی در اتاوا فعالیت داشت. او سه پروژه بزرگ را با هدف خدمت به نابینایان و افراد دارای معلولیت در سراسر جهان اجرا کرد. اولین پروژه با سفارتخانه‌ها تحت عنوان (غذا خوردن با سفیران برای مبارزه با نابینایی) بود. پروژه دوم (فرصت دادن کورکورانه بهسفارت‌ها) و پروژه سوم یک کتاب آشپزی برای جمع‌آوری کمک‌های مالی با عنوان (آشپزخانه‌های جهان) بود که ۱۰۵ سفارت در آن مشارکت داشتند. در سال ۲۰۰۷، عواطف به عنوان پژوهشگر وابسته برای مرکز تحقیقات پناهندگان (RRDR) در دانشگاه کارلتون فعالیت کرد. او بخشی از تیمی بود که تحقیقی با موضوع (ایجاد ظرفیت برای جوامع میزبان: منابعی برای سازمان‌های خدمات‌رسان به مهاجران برای درک و مقابله با نژادپرستی) انجام داد. او برای سازمان‌های دیگری مانند: صلح سازی در کانادا (صلح سازی جنسیتی)، زنان مبتکر نوبلانجمن آموزشی شهرستان کینگز و وزارت منابع انسانی و توسعه مهارت‌های کانادا (HRSDC) کار کرده است. پس از دریافت گواهی تدریس (Teaching Certificate)، به عنوان معلم جایگزین در برخی دبیرستان‌های Annapolis Valley در نوا اسکوشیا خدمت کرد. عواطف رشید در سال ۱۹۷۹ مدرک لیسانس آموزش زبان انگلیسی را از دانشگاه بصره عراق دریافت کرد. او انگلیسی را به عنوان زبان دوم در مؤسسات محلی مانند مؤسسه هنرهای زیبا در بصره، مؤسسه عالی تربیت معلم در بغداد، مؤسسه عالی تربیت معلمان و مؤسسه عالی آموزش معلمان در کرکوک تدریس کرده است. او همچنین انگلیسی را به عنوان زبان دوم در استان قیصریه ترکیه آموزش داده است. عواطف رشید سابقه فعالیت به عنوان روزنامه‌نگار رسانه‌ای و گوینده خبر برای اداره تلویزیون بصره، وزارت اطلاعات عراق (۱۹۷۲–۱۹۸۶) را نیز دارد.

## انتشارات
- خشونت جنسی در جنگ‌ها و موقعیت‌های پس از درگیری، فصل، در حال پیشرفت، ۲۰۱۰ (انگلیسی)
- دکتر نوال السعداوی: فمینیستی از جهان عرب، مقاله، روزنامه اسدا، مونترال، ۲۰۰۸; شماره ۶ (عربی)
- قتل ناموسی دختران مهاجر در کانادا، مقاله، روزنامه آسدا، مونترال، ۲۰۰۸; شماره ۸ (عربی)
- تجاوز به زنان به عنوان ابزار مخرب سیاسی، روزنامه اسدا، مونترال، ۲۰۰۸; شماره ۱۵ (عربی)
- زنان خاموش عراقی: تجربیات واقعی زنان در عراق، کتاب، در حال پیشرفت (انگلیسی)

## رسانه‌های عربی
- امان اردن، ۱۰ اوت 2010"Domestic Violence Against Women: A Brief on its Types and Recommendations".
- لیگ زنان عراق، ۱۰ ژوئیه 2010"Political - Religious Sanctions Against Iraqi Women".
- اتحادیه دموکراتیک عراق در آمریکا؛ ۴ ژانویه 2011"Iraqi Government: Masculinity and Trickiness".
- صدای عراق، ۸ نوامبر 2011"Oh Mary, Lady of Salvation, Save Us". Archived from the original on 2011-09-28. Retrieved 2011-05-28. بایگانی شده از نسخه اصلی در 2011-09-28 . بازیابی شده در 2011-05-28.
- لیگ زنان عراق، ۲۸ فوریه 2011"No to Negotiations Under Threats of Iraqi Government: We'll Never forget the Blood of Iraqi Martyrs of Peaceful Demonstrations".
- مردم عراق (الناس)، ۲۲ فوریه 2011"Oh, Iraq.. Time to Stand Up for Yourself".

## سخنرانی‌ها
- سخران روز جهانی زن در سال ۲۰۰۹ در مجمع رهبری زنان / خدمات اصلاحی کانادا، مارس ۲۰۰۹ (اتاوا)
- استاد افتخاری در دانشگاه کارلتون: جنسیت، مهاجرت و توسعه، ژوئن ۲۰۰۷
- مشارکت پژوهشی ملی (به درخواست دانشگاه‌ها و سازمان‌های زنان در کلگری، هالیفاکس و وینیپگ). زنان مهاجر، خشونت خانوادگی، و راه‌های خروج از بی خانمانی، هالیفاکس، NS، ۲۰۰۶
- دانشکده حقوق هاروارد (۲۰۰۵) حقوق شخصی در عراق؛ بوستون/ایالات متحده آمریکا (سخنرانی)
- مدرسه دولتی جان اف کندی (۲۰۰۵) تعارض جنسیتی در عراق، بوستون/ ایالات متحده آمریکا (سخنرانی)
- سخنرانی‌ها و میزگردها علیه جنگ در: دانشگاه آکادیا، دانشگاه سنت مری، دانشگاه دالهوسی، دانشگاه سنت فرانسیس خاویر، دانشگاه سنت توماس، و دانشگاه سنت استفان (NB)، (۲۰۰۳–۲۰۰۶)
- مرکز صلح پیرسون / NS (2001)